# Kleptisister hirsuta
Kleptisister hirsuta är en skalbaggsart som beskrevs av Helava in Helava et al. 1985. Kleptisister hirsuta ingår i släktet Kleptisister och familjen stumpbaggar. Inga underarter finns listade i Catalogue of Life.